# CinéQuin
CinéQuin est une émission de télévision consacrée au cinéma, présentée par Élisabeth Quin sur Paris Première à partir du 29 septembre 2010. L'émission est diffusée le samedi aux alentours de 20 h 20 (après une ancienne programmation le mercredi à 20 h 30), puis rediffusée de manière aléatoire dans la semaine.

## Concept
Un magazine de cinéma qui se veut subjectif : sorties de film, tournages, festivals... Élisabeth Quin propose un éventail de nouveautés toutes passées au prisme de son avis critique. Bandes annonces et entretiens rythment les interventions d'une animatrice qui présente son émission hors plateau.